# Sovjetska podmornica K-431
Sovjetska podmornica K-431 (prvotno K-31) je bila jurišna jedrska podmornica z manevrirnimi izstrelki Sovjetske vojne mornarice, ki je imela reaktorsko nesrečo 10. avgusta 1985. Med menjavo goriva je prišlo do eksplozije v zalivu Čažma, Vladivostok. Bilo je deset smrtnih žrtev, še 49 ljudi pa je utrpelo poškodbe zaradi radioaktivnega sevanja. Revija Time je nesrečo opredelila kot eno od »najhujših svetovnih jedrskih nesreč«.

## Nesreča z jedrskim gorivom
K-431 je bila jurišna jedrska podmornica z manevrirnimi izstrelki projekta 675. Razred je bil konstruiran v Osrednjem konstruktorskem biroju morske tehnike Rubin pod vodstvom glavnega konstruktorja Pavla Pustinceva kot naslednik podmornic projekta 659. Dokončana je bila 30. septembra 1965 kot podmornica K-31 in predana Tihooceanski floti. Imela je dva tlačnovodna reaktorja VM-A s po 70 MWt toplotne moči, ki uporabljata kot gorivo 20 % obogateni uran. 10. avgusta 1985 sta bila jedrska reaktorja podmornice ponovno napolnjena z gorivom v zalivu Čažma blizu Vladivostoka.
Reaktor na desni strani je bil pravilno napolnjen, po polnitvi reaktorja na levi strani pa je bila zaznana povišana radioaktivnost zaradi radioaktivnih smeti pod pokrovom. Pokrov s pritrjenimi nadzornimi palicami je bilo potrebno zopet dvigniti. Žarek, ki določa, do kje se lahko pokrov dvigne in pokrovu prepreči, da bi se dvignil predaleč, je bil napačno nastavljen, zato se je pokrov s nadzornimi palicami dvignil predaleč. Ob 10.55 zjutraj je postal jedrski reaktor na desni strani takojšnje kritičen (s takojšnjimi nevtroni). Prišlo je do približno 5·1018 jedrskih cepitev in toplotne/parne eksplozije. Ta je iz jedrskega reaktorja izvrgla novo gorivo, uničila ohišje pogona, predrla tlačni trup in krmilno pregrado ter delno uničila lopo z gorivom. Streha lope je padla 70 m stran v vodo. Požar, ki je sledil je bil pogašen po štirih urah, nato so pričeli z ocenjevanjem radioaktivnega onesnaženja. Večina radioaktivnih odpadnih delov je padla znotraj polmera 50–100 m od podmornice. Po drugi strani je oblak radioaktivnih plinov in trdnih delcev odpihnilo v smeri severozahoda do 6 km oddaljenega polotoka Dunaj ter zgrešil 1,5 km oddaljeno mesto Škotovo-22. Onesnaženo gozdno območje je zajemalo 2 km2 na območju dolžine 3,5 km in širine 200–650 m. Prve ocene radioaktivnega izpusta so bile približno 74 PBq (2 MCi) žlahtnih plinov in 185 PBq (5 MCi) drugih cepitvenih proizvodov, vendar so bili to večinoma kratkotrajni izotopi; ocenjen izpust eno uro po nesreči je bil približno 37 TBq (1000 Ci) nežlahtnih cepitvenih proizvodov. Ker jedrski reaktor ni vseboval izrabljenega goriva, je bil delež biološko dejavnih izotopov veliko manjši kot pri Černobilski nesreči.
M. Takano et al. navajajo, da je bilo izpuščeno le 29 GBq I-131, ampak 620 GBq I-133 in 1840 GBq I-135. Isti vir navaja, da je znašal skupni izpust približno 259 PBq, ki pa se je zaradi radioaktivnega razpada po 24 urah zmanjšal na 43 TBq 5·1018 cepitev bi dovedlo 156 MJ toplote v jedrski reaktor.
Deset članov mornariškega osebja je bilo ubitih (osem častnikov in dva mornarja). Razlog za smrt je bila verjetno sama eksplozija in ne poškodbe zaradi radioaktivnega sevanja. Te so bile sicer opažene pri 49 ljudeh, z boleznijo sevanja pri desetih; slednja številka vključuje večinoma gasilce. Pri teh so nastopile zunanje poškodbe zaradi prejetega zunanjega radioaktivnega sevanja v višini do 220 rad (2,2 Gy), 400 rem (4 Sv) pa žleza ščitnica. Od 2000 ljudi vključenih v operacije čiščenja, jih je bilo 290 izpostavljenih visokim ravnem sevanja v primerjavi z običajnimi standardi.
Visokoradioaktivne odpadke, zbrane med operacijo čiščenja, so shranjevali na mesta za začasno odlaganje. Zaradi zelo hitrega razpadanja večine cepitvenih proizvodov in postopka čiščenja je nekaj ladjedelniških objektov z delom lahko nadaljevalo štiri dni pozneje. Približno dva meseca po nesreči je bila radioaktivnost morske vode v zalivu primerljiva z ravnijo ozadja, 5–7 mesecev po nesreči pa je bila raven radioaktivnega sevanja običajna na širšem območju doka. Poškodovana podmornica je bila odvlečena v Pavlovski zaliv in tam zasidrana.